# 寒蓬属
寒蓬属（学名：Psychrogeton）是菊科下的一个属，为多年生、少数二年生草本植物。该属共有20种，主要分布于亚洲中部和西部。